# NGC 4306
NGC 4306 is een lensvormig sterrenstelsel in het sterrenbeeld Maagd. Het hemelobject werd op 16 april 1865 ontdekt door de Duits-Deense astronoom Heinrich Louis d'Arrest.

## Synoniemen
- UGC 7433
- MCG 2-32-14
- ZWG 70.32
- VCC 523
- KCPG 333B
- PGC 40032